# اندرو هاوارد
اندرو هاوارد (به انگلیسی: Andrew Howard) (زاده ۱۲ ژوئن ۱۹۶۹) بازیگر ولزی است.
از فیلم های معروفی که او در آن بازی کرده است می‌توان به فیلم خاطرات واقعی یک آدمکش بین‌المللی، آخرین فرود، چیپس، یک روز عالی و پایگاه مرزی(پاسگاه مرزی)اشاره کرد.